# 青山清吉
青山 清吉（あおやま せいきち、1773年（安永2年） - 1838年（天保9年）7月28日）は江戸時代後期の狂歌師で、号は青山堂枇杷麿（せいざんどう びわまろ）。
江戸小石川伝通院前の本屋青山堂の主で、大田南畝と親交があり、狂歌は石川雅望の五側（ごがわ）に属した。通称は雁金屋（かりがねや）清吉。別号に枇杷丸,平々山人。狂歌集に「枇杷丸一夜ねす百首」「風流水揚帳」。
家業である青山堂の初代は儀助と称したが三代が清吉を称し、以降清吉を襲名している。この時代の文人達の著作を出版している。
1838年（天保9年7月28日）死去、66歳。

## 著作
- 狂歌集『枇杷丸一夜ねす百首』
- 狂歌集『風流水揚帳』
- 青山清吉 (平々山人)『吾嬬なまり』青山堂、明41.1。